# Jahleel Island
Jahleel Island ist eine unbewohnte Insel in der zu Südafrika gehörenden Algoa Bay. Sie zählt zur St.-Croix-Island-Inselgruppe und liegt etwa 1 km vom Festland entfernt vor dem Hafen Ngqura. Unter anderem brüten Dominikanermöwen auf der Insel.
Sie wurde nach dem auf dem Kap stationierten britischen Vizeadmiral Jahleel Brenton benannt.